# زیر آتشفشان (فیلم)
زیر آتشفشان (انگلیسی: Under the Volcano) یک فیلم درام محصول سال ۱۹۸۴ به کارگردانی جان هیوستن و با بازی آلبرت فینی، ژاکلین بیسه و آنتونی اندروز است که بر پایهٔ رمان نیمه‌زندگینامه‌ای «زیر آتشفشان» نوشتهٔ مالکوم لاوری در سال ۱۹۴۷ ساخته شده‌ است. داستان فیلم به آخرین ۲۴ ساعت زندگی جفری فرمین (با بازی فینی) می‌پردازد، کنسول سابق بریتانیا در شهری کوچک در مکزیک به نام کواوناهواک که در روز مردگان سال ۱۹۳۸، در حال مستی و سرگردانی، با گذشتهٔ خود روبه‌رو می‌شود. این فیلم یک همکاری تولید بین‌المللی میان مکزیک و ایالات متحده است.
این فیلم نخستین بار در جشنواره فیلم کن ۱۹۸۴ به نمایش درآمد و نامزد نخل طلا شد. فیلم «زیر آتشفشان» در جوایز اسکار نامزد بهترین بازیگر نقش اول مرد برای بازی فینی و بهترین موسیقی متن برای موسیقی الکس نورث شد. همچنین در جوایز گلدن گلوب نیز فینی برای بهترین بازیگر مرد درام و بیسه برای بهترین بازیگر نقش مکمل زن نامزد شدند.

## داستان
در روز مردگان سال ۱۹۳۸، جفری فرمین، کنسول بریتانیا در مکزیک و یک الکلی افسرده به‌دلیل غیبت یک‌سالهٔ همسرش «ایوون»، در حالت مستی در خیابان‌های کواوناهواک پرسه می‌زند، جشن‌ها را تماشا می‌کند و در یک مراسم خیریهٔ صلیب سرخ وارد می‌شود. او به‌دنبال نامه‌هایی از ایوون می‌گردد اما نمی‌تواند به یاد بیاورد که آن‌ها را کجا گذاشته‌ است.
صبح روز بعد، ایوون برای آشتی بازمی‌گردد و همراه با آن‌ها، «هیو» ـ نابرادری جفری ـ نیز به آن‌ها می‌پیوندد؛ کسی که به‌تازگی از جنگ داخلی اسپانیا بازگشته و روزنامه‌نگاری است که در حال تحقیق دربارهٔ توطئه‌ای احتمالی از سوی آلمان‌هاست. ایوون و هیو هر دو از شدت اعتیاد جفری به الکل وحشت‌زده‌اند؛ تا جایی‌که او اگر ننوشد، دچار جنون الکلی می‌شود. این سه تصمیم می‌گیرند با اتوبوس به دیدن یکی از دو آتشفشان دوقلویی بروند که بر فراز شهر قرار دارند: پوپوکتپتل. در میانهٔ راه در رستورانی با چشم‌انداز میدان گاوبازی توقف می‌کنند. در لحظه‌ای، هیو وارد میدان می‌شود و با موفقیت با موئلتا (پارچهٔ قرمز گاوبازها) گاوی را کنترل می‌کند. جمعیت از شجاعت او استقبال می‌کند. جفری سرانجام رازی را که همگی از آن طفره می‌رفتند، بیان می‌کند: رابطه‌ای میان ایوون و هیو.
جفری سوار اتوبوس بازگشت می‌شود، اما در میانهٔ راه پیاده شده و به یک «کانتینا» (میخانه) می‌رود؛ جایی که پیش‌تر گفته بود احتمال دارد نامه‌ها را آنجا گم کرده باشد. این مکان همچنین فاحشه‌خانه است و صاحب آن که دلالی نیز هست، پس از دیدن جفری به او می‌گوید که واقعاً نامه‌های گم‌شدهٔ ایوون را در اختیار دارد.

## بازیگران
آلبرت فینی در نقش جفری فرمین
ژاکلین بیسه در نقش ایوون فرمین
آنتونی اندروز در نقش هیو فرمین
ایگناسیو لوپز تارسو در نقش دکتر ویخیل
کتی خوارادو در نقش سنورا گرگوریا
جیمز ویلی‌یرز در نقش بریت
داوسون بری در نقش کوئینسی
کارلوس ریکلمه در نقش بوستامانته
خوزه رنه رویز در نقش کوتوله
امیلیو فرناندز در نقش دیوسدادو برل
جیم مک‌کارتی در نقش گرینگو در فاحشه‌خانه
هوگو استیگلیتز در نقش سینارکیستا
گونتر مایسنر در نقش هِر کروسبرگ
آراچلی لادوئن کاستلون در نقش ماریا
الیاسار گارسیا جونیور، سالوادور سانچس و سرخیو کالدرون در نقش روسا